# Katanosaka Tomohiro
Tomohiro Katanosaka (sinh ngày 28 tháng 4 năm 1971) là một cầu thủ bóng đá người Nhật Bản.

## Sự nghiệp câu lạc bộ
Tomohiro Katanosaka đã từng chơi cho Sanfrecce Hiroshima, Kashiwa Reysol, Oita Trinita, Gamba Osaka và Vegalta Sendai.